# Osobowość analna
Osobowość analna – typ osobowości, wprowadzony przez Sigmunda Freuda (obok osobowości oralnej i fallicznej).  
Zgodnie z psychoanalityczną koncepcją rozwoju psychoseksualnego, powstaje w wyniku fiksacji podczas fazy analnej w drugim i trzecim roku życia dziecka. Charakterystyczne cechy osobowości analnej skupiają się wokół uporu, uporządkowania i czystości.  

## Cechy charakteru
W zależności od przebiegu fazy analnej cechami osobowości, które mogą się rozwinąć w tej fazie są: 
- oszczędność, skąpstwo i sknerstwo np. odmawianie sobie wielu rzeczy, na które można sobie pozwolić;
- porządek, rzetelność, punktualność;
- pedantyzm i sztywność (uznawanie każdej wypowiedzi jako poważną, bez charakteru żartobliwego);
- upór;
- skłonność do perseweracji – zaburzenie psychiczne, polegające na powtarzaniu tych samych słów lub ruchów[3];
- kolekcjonowanie i przywiązanie do przedmiotów;
- nieustanna irytacja, brak dobrego nastroju, nieumiejętność cieszenia się życiem;
- zachowywanie dystansu i podejrzliwości wobec innych ludzi;
- impulsywność, agresja i sadyzm (społeczny i seksualny);
- wrogość i opryskliwość;
- tendencja do tyranii i dyktatury;
- gloryfikowanie systemu kar oraz dyscypliny;
- nieumiejętność spontanicznego działania;
- narcyzm;
- produktywność i twórczość np. artystyczna, rzeźbiarska;
- szlachetność, filantropia oraz umiejętność radzenia sobie w realnym życiu.